# معركة دبلن
معركة دبلن هي أسبوع متواصل من معارك الشوارع في دبلن من 28 يونيو إلى 5 يوليو 1922 وقد كانت هي بداية الحرب الأهلية الأيرلندية .
بعد ستة أشهر من إنهاء المعاهدة الأنجلو أيرلندية وحرب الاستقلال الأيرلندية الأخيرة ، كانت المعركة بين قوات الحكومة المؤقتة الجديدة وقسم من الجيش الجمهوري الأيرلندي (IRA) الذي عارض المعاهدة. كما شارك جيش من المواطنين الأيرلندي في المعركة ، ودعم الجيش الجمهوري الإيرلندي المناهض للمعاهدة في منطقة شارع أوكونيل. بدأ القتال بهجوم من قبل القوات الحكومية المؤقتة على مبنى المحاكم الأربعة ، وانتهت بانتصار حاسم للحكومة المؤقتة.